# 二宮雅也
二宮 雅也（ふたみや まさや、1952年〈昭和27年〉2月25日 - ）は、日本の実業家。SOMPOホールディングス特別顧問。

## 経歴
- 1952年（昭和27年）兵庫県生まれ。
- 1974年(昭和49年) 3月　中央大学法学部法律学科卒業[2]。

大学を卒業後、日本火災海上保険入社。
秘書室長、常務執行役員、専務執行役員などを経て2012年からNKSJホールディングス（現・SOMPOホールディングス）会長を兼務。
2014年9月に始動した損保ジャパンと日本興亜損保による合併会社損害保険ジャパン日本興亜社長を務める。
損保ジャパン日本興亜は、2016年4月1日付で西沢敬二副社長が社長に昇格し、二宮雅也社長は代表権のある会長に就くと発表した。。
2018年7月、一般財団法人日本民間公益活動連携機構理事長に就任。
2021年6月、日本経済団体連合会審議員会副議長に就任。
2022年4月1日、損害保険ジャパン取締役会長を退任し、SOMPOホールディングス特別顧問に就任。

## 栄典
- 2023年4月 - 旭日重光章[8][9]